# Blythipicus
Blythipicus is een geslacht van vogels uit de familie spechten (Picidae).

## Soorten
Het geslacht kent de volgende soorten:
- Blythipicus pyrrhotis – Roodoorspecht
- Blythipicus rubiginosus – Robijnspecht